# エスタディオ・ムニシパル・デ・チャピン
エスタディオ・ムニシパル・デ・チャピン（Estadio Municipal de Chapín）は、スペイン・アンダルシア州ヘレス・デ・ラ・フロンテーラにある多目的スタジアム。ヘレスCDとヘレスDFCがホームスタジアムとして使用している。

## 概要
1932年から1988年まで使用されていたエスタディオ・ドメクを取り壊してその後継スタジアムとして建設され、1988年6月28日にヘレスCD対レアル・マドリードの親善試合で開場した。建設以前のこの土地には競馬場が存在していたため、2002年にこのスタジアムでも競馬を開催するためにトラックの整備などが行われた。その改修後には第4回大会となる世界馬術選手権が開催された。
1990年9月3日、このスタジアムで開催されたシウダ・デ・ヘレス国際陸上選手権では、300m走にてキューバのロベルト・エルナンデスとアメリカ合衆国のダニー・エベレットが2人同じく31秒48という当時の世界記録を打ち立てた。
2018年には開場以来手がつけられていなかったスコアボードや大型液晶、排水設備などの改修が施された。

## 開催された主な試合

### サッカー
- 国際Aマッチ

| 日付           | ホームチーム | 結果 | アウェーチーム | 大会     |
| -------------- | ------------ | ---- | -------------- | -------- |
| 1991年11月12日 | スペイン     | 2-1  | ブルガリア     | 親善試合 |
| 1995年2月22日  | スペイン     | 0-0  | ドイツ         | 親善試合 |

## ギャラリー

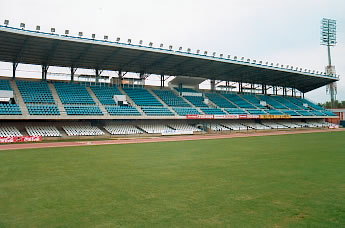
2001年のスタジアム
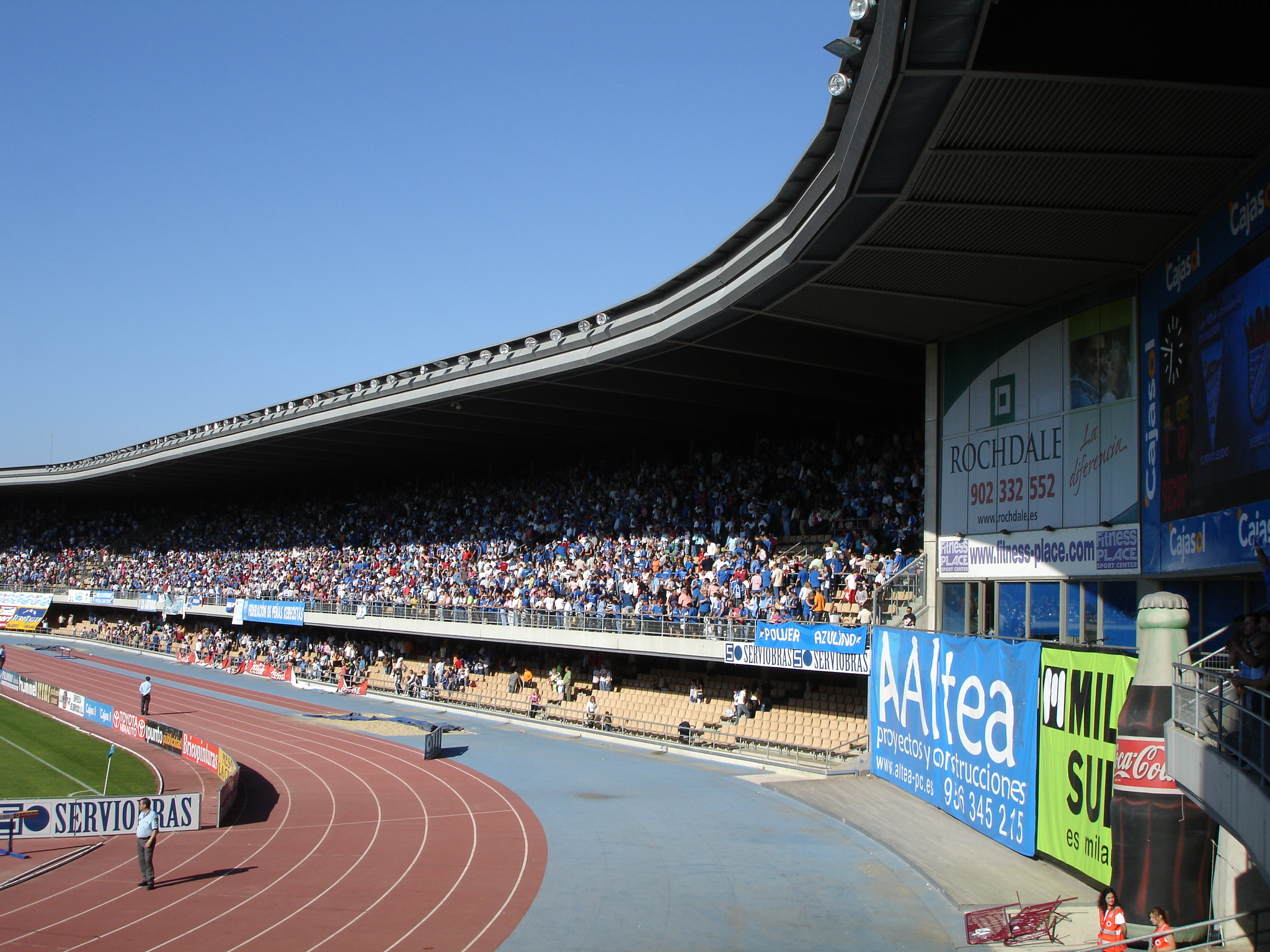
内観1
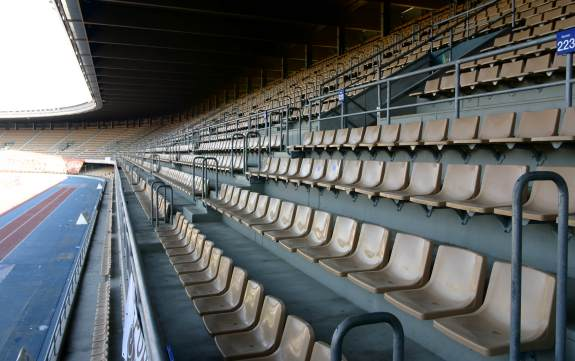
内観2
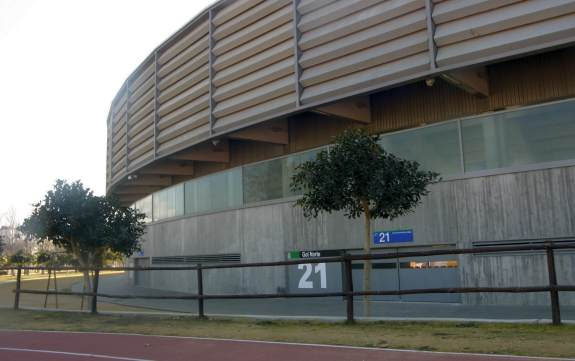
外観1